# Europacup
En Europacup är inom sport en form av tävlingar över hela Europa. Från 1950-talets mitt och fram till 1990-talets mitt-slut deltog oftast enbart om de olika ländernas mästare under föregående säsong, men därefter har även andra framgångsrika resultat i framför allt högre rankade länder kunnat ge ett lag en Europacupplats, vilket bland annat införts inom fotbollen. Det finns också Europacuper för tvåor och lag med liknande placeringar, som Uefa Europa League i fotboll. Även separata turneringar för vinnare i respektive lands nationelal cupturnering kan förekomma.

## Exempel
- Europacupen i alpin skidsport
- Europacupen i badminton
- Europacupen i bandy
- Europacupen i baseboll
- Europacupen i fotboll, sedan 1992/1993 Uefa Champions League.
- Europacupen i friidrott
- Europacupen i handboll, sedan 1993/1994 EHF Champions League (herrar) och EHF Champions League (damer).
- Europacupen i Indoorhockey
- Europacupen i innebandy
- Europacupen i ishockey, numera IIHF European Champions Cup.
- Europacupen i landhockey, sedan 2007 Euro Hockey League
- Europacupen i ultramaraton
- Heineken Cup i rugby union, även känd som European Rugby Cup
- Europacupen i volleyboll, sedan 2000/2001 CEV Champions League (herrar)

### Fotnoter
1. ↑  Mattias Herner (10 juni 2005). ”Champions League i ett perspektiv – Del II: Från prestige till pengar”. Svenska fans. http://www.svenskafans.com/england/72554.aspx. Läst 1 april 2016.